# Kiều hùng hoa tím
Kiều hùng hoa tím (danh pháp khoa học: Calliandra purpurea) là một loài thực vật có hoa trong họ Đậu. Loài này được (L.) Benth. miêu tả khoa học đầu tiên.
Tên đồng nghĩa khác
- Anneslia purpurea (L.) Britton
- Calliandra conoensis H.Karst.
- Calliandra coroensis H.Karst.
- Calliandra obtusifolia (Willd.) H.Karst.
- Calliandra purpurea var. dussiana Stehle
- Calliandra purpurea var. quentiniana Stehle
- Calliandra slaneae R.A.Howard
- Feuilleea purpurea Kuntze
- Inga obtusifolia Willd.
- Inga purpurea (L.) Willd.
- Mimosa obtusifolia Poir.
- Mimosa purpurea L.

## Hình ảnh

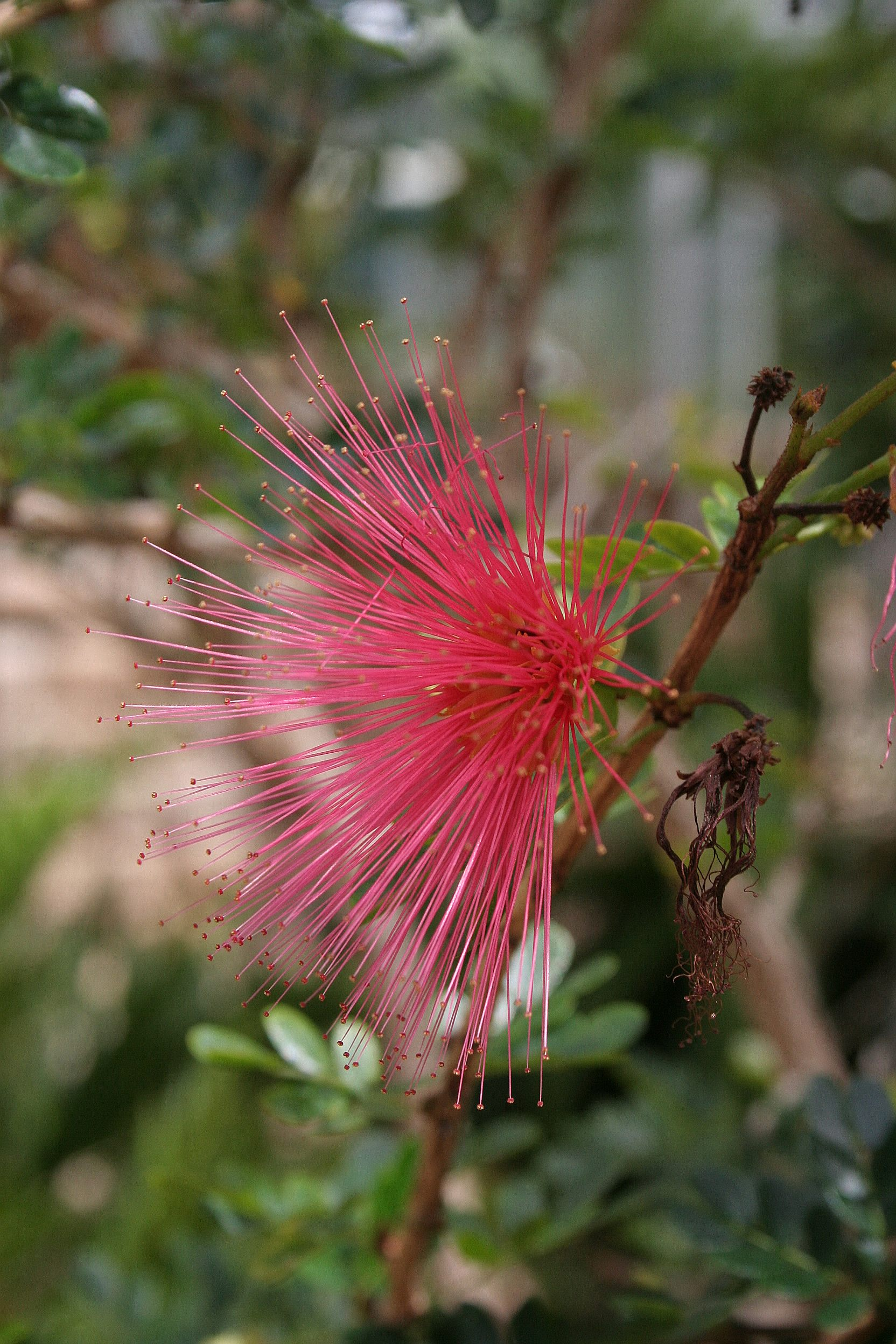
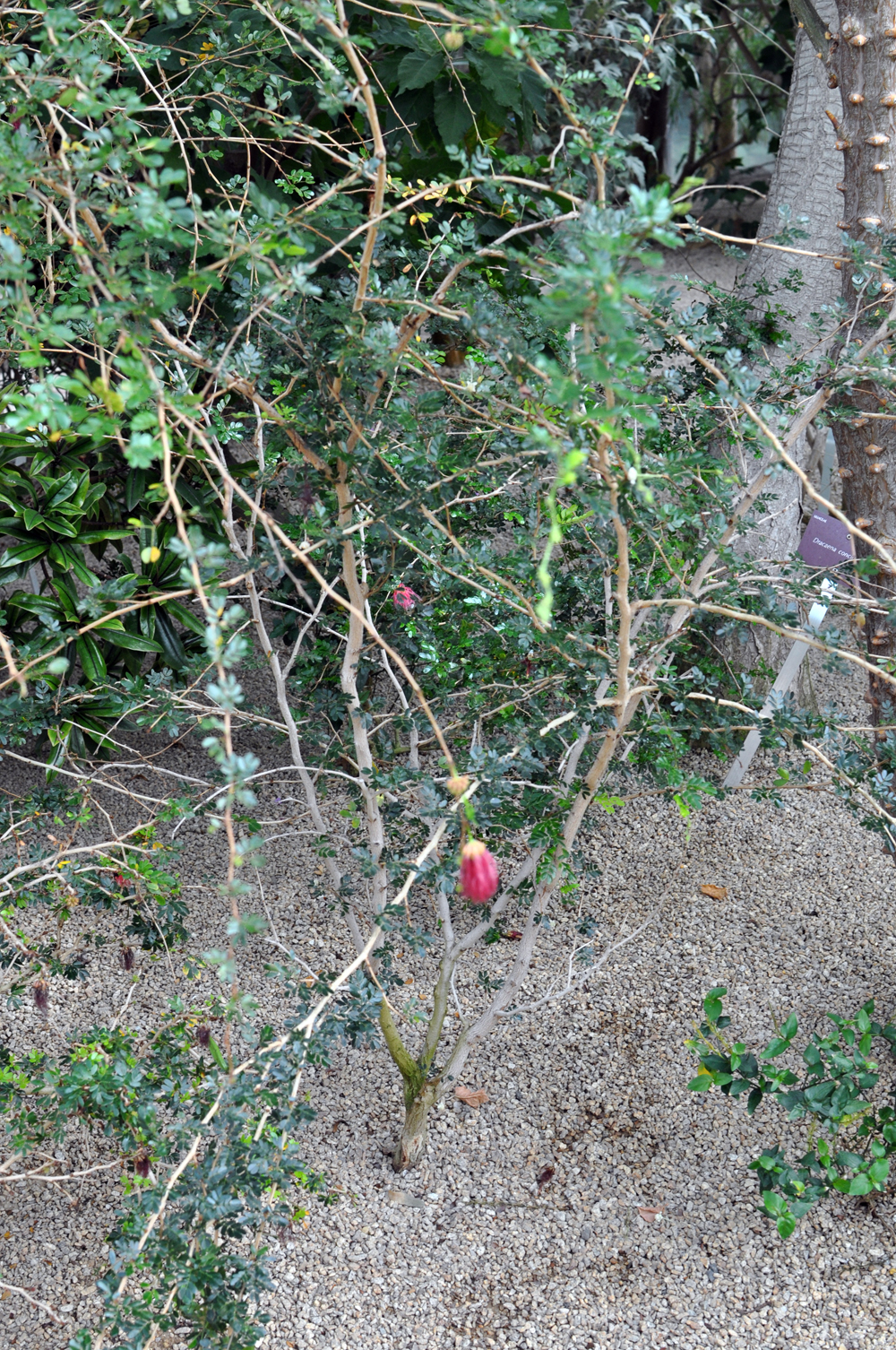